# Foro de Teresina
Foro de Teresina  é um podcast brasileiro lançado em maio de 2018. Apresentado por Fernando de Barros e Silva, Ana Clara Costa e Celso Rocha de Barros, é uma co-produção da revista Piauí com a produtora Rádio Novelo sobre política brasileira.

## História
O podcast Foro de Teresina foi originalmente lançado pela revista Piauí em maio de 2018; seu conteúdo, desde o início, esteve focado em discutir a política brasileira. Originalmente lançado às quintas-feiras, atualmente os episódios vão ao ar nas sextas-feiras às 11h da manhã. Popularmente conhecido como Foro, o podcast rapidamente ganhou popularidade no país, se tornando um dos programas de maior audiência.
Em 3 de novembro de 2023, ocorreu o encerramento do programa, com um episódio protagonizado por Fernando de Barros e Silva. No entanto, em 15 de março de 2024, o podcast retornou com nova formação.

## Desempenho
Desde seu lançamento, o Foro de Teresina esteve frequentemente entre os podcasts de maior audiência no Brasil. O podcast estreou na parada de Top Podcasts da Apple Podcasts no seu dia de lançamento, alcançando o pico de posição #2 em 17 de maio de 2018. Em 3 de fevereiro de 2019, o podcast alcançou o topo das paradas da Apple, figurando com frequência entre os 20 podcasts de maior audiência do Brasil nos anos seguintes.

## Integrantes
Formação atual
- Fernando de Barros e Silva (2018–atualmente)
- Ana Clara Costa (recorrente 2021–2023; efetiva 2024–atualmente)
- Celso Rocha de Barros (2024–atualmente)

Recorrentes
- Bernardo Esteves (2020–atualmente)

Ex-integrantes
- Malu Gaspar (2018–2021)
- José Roberto de Toledo (2018–2023)
- Thais Bilenky (2021–2023)